# 경남도립거창대학
경남도립거창대학(慶南道立居昌大學, University of Gyeongnam Geochang)은 경상남도 거창군에 소재한 경상남도립 전문대학이다.

## 연혁
1994년 6월 경상남도의회에서 「도립전문대학 설치 조례안」이 의결되며 설립이 결정되어, 1996년 1월 대한민국 2번째 도립 대학으로 설립되었다. 경상남도도립거창전문대학으로 개교한 이래 2008년 7월, 경남도립거창전문대학으로 교명을 변경하여 현재에 이르고 있다.
한편, 2018년 대학기본역량진단 결과 역량강화대학으로 선정된 이력이 있다.

## 교육편제
경남도립거창대학은 건축·인테리어학부, 소방·전기학부, 드론토목학부 등 3개 학부 등을 설치하고 13개 학과를 설치하여 전문학사 학위 과정을 교수하고 있다.

## 캠퍼스 풍경
경남도립거창대학은 경상남도 소재 공립 전문대학으로, 대평리에 캠퍼스가 위치한다. 캠퍼스 내 약 11동의 건축물이 위치하고 있다. 캠퍼스 동부로 정장길이 수직으로, 서부로 수남로와 접하며, 캠퍼스 동부로 수평 방향으로 거창대학로가 캠퍼스 정문으로 이어져 산발적으로 캠퍼스 내 도로와 연계되어 있다.

## 같이 보기
- 경남도립남해대학